# New York Red Bulls 2006
 Questa voce raccoglie le informazioni riguardanti il New York Red Bulls nelle competizioni ufficiali della stagione 2006.

## Stagione
I New York Red Bulls terminano il campionato al 4º posto di Eastern Conference e al 8º nella classifica generale. Qualificatisi ai play-off, vengono eliminati nei quarti di finale dal N.E. Revolution

## Maglie e sponsor
| Casa | Trasferta |

## Rosa

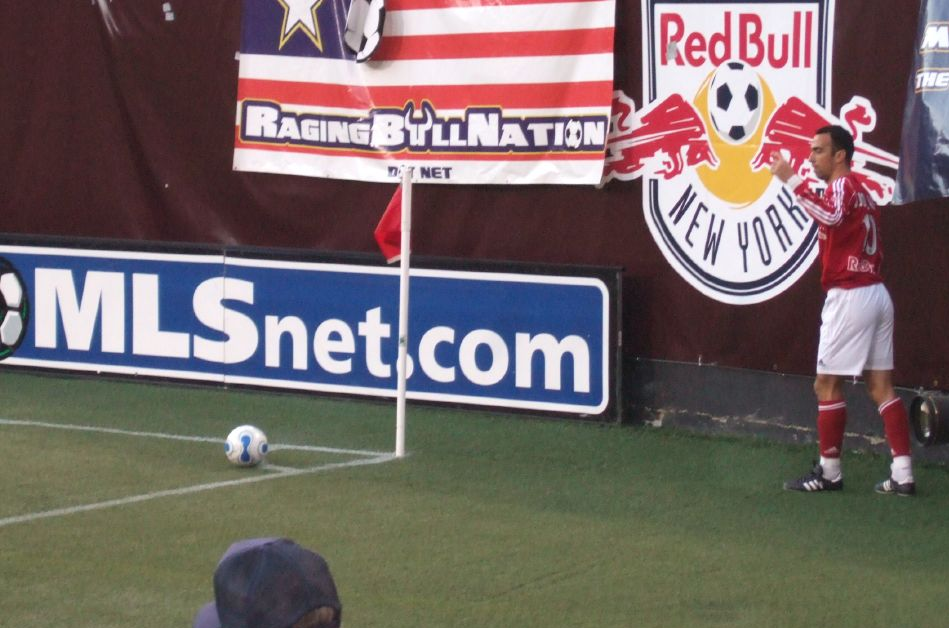
Il capitano della squadra, Youri Djorkaeff

| N. |                        | Ruolo | Calciatore                 |
| -- | ---------------------- | ----- | -------------------------- |
| 1  | Stati Uniti (bandiera) | P     | Tony Meola                 |
| 2  | Stati Uniti (bandiera) | D     | Marvell Wynne              |
| 3  | Stati Uniti (bandiera) | D     | Danny O'Rourke             |
| 4  | Stati Uniti (bandiera) | D     | Carlos Mendes              |
| 5  | Stati Uniti (bandiera) | D     | Steve Jolley               |
| 6  | Stati Uniti (bandiera) | C     | Seth Stammler              |
| 8  | Stati Uniti (bandiera) | C     | Mark Lisi                  |
| 9  | Brasile (bandiera)     | A     | Tiago Martins              |
| 10 | Francia (bandiera)     | A     | Youri Djorkaeff (capitano) |
| 11 | Stati Uniti (bandiera) | A     | Edson Buddle               |
| 12 | Stati Uniti (bandiera) | C     | Blake Camp                 |
| 14 | Stati Uniti (bandiera) | C     | Joe Vide                   |
| 15 | Stati Uniti (bandiera) | C     | Dema Kovalenko             |

| N. |                        | Ruolo | Calciatore       |
| -- | ---------------------- | ----- | ---------------- |
| 16 | Stati Uniti (bandiera) | D     | Todd Dunivant    |
| 17 | Stati Uniti (bandiera) | A     | Jozy Altidore    |
| 19 | Stati Uniti (bandiera) | C     | Chris Henderson  |
| 20 | Honduras (bandiera)    | C     | Amado Guevara    |
| 21 | Scozia (bandiera)      | C     | Peter Canero     |
| 22 | Stati Uniti (bandiera) | P     | Michael Behonick |
| 23 | Stati Uniti (bandiera) | D     | Jeff Parke       |
| 26 | Stati Uniti (bandiera) | D     | Taylor Graham    |
| 27 | Francia (bandiera)     | C     | Elie Ikangu      |
| 28 | Haiti (bandiera)       | A     | Jerrod Laventure |
| 32 | Austria (bandiera)     | C     | Markus Schopp    |
| 33 | Stati Uniti (bandiera) | C     | David Arvizu     |